# فهرست پرفروش‌ترین هنرمندان موسیقی در آمریکا
فهرست زیر بر پایهٔ میزان فروش آلبوم‌های موسیقی که توسط انجمن صنعت ضبط موسیقی ایالات متحده آمریکا اعلام شده، تنظیم شده‌است. این فهرست میزان دقیق فروش آلبوم‌ها را در نظر نگرفته‌است، چرا که انجمن صنعت ضبط موسیقی تنها آثار دارای گواهی‌نامه را مدنظر قرار می‌دهد، همچنین این انجمن از سال ۱۹۵۸ میلادی آغاز به کار کرد و بنابراین در این فهرست خوانندگان قبل از این دوره مانند بینگ کرازبی قرار نگرفته‌اند.
| رتبه | نام                      | ملیت              | دهه‌های فعالیت | سبک                              | گواهی‌نامه بر حسب میلیون |
| ---- | ------------------------ | ----------------- | ------------- | -------------------------------- | ----------------------- |
| ۱    | بیتلز                    | بریتانیا          | ۱۹۶۰–۷۰       | راک                              | ۱۷۸                     |
| ۲    | گارث بروکس               | آمریکا            | ۱۹۸۰–۲۰۱۰     | کانتری                           | ۱۳۵                     |
| ۳    | الویس پریسلی             | آمریکا            | ۱۹۵۰–۷۰       | راک اند رول پاپ کانتری آر اند بی | ۱۳۴٫۵                   |
| ۴    | توپاک شکور               | آمریکا            | ۱۹۹۶–۱۹۹۰     | رپ هیپ هاپ                       | ۱۱۱٫۵                   |
| ۵    | ایگلز                    | آمریکا            | ۱۹۷۰–۲۰۱۰     | راک کانتری راک                   | ۱۰۱                     |
| ۶    | بیلی جوئل                | آمریکا            | ۱۹۷۰–۲۰۰۰     | راک                              | ۸۱٫۵                    |
| ۷    | مایکل جکسون              | آمریکا            | ۱۹۷۰–۲۰۰۰     | پاپ آر اند بی راک سول دنس        | ۷۶                      |
| ۸    | پینک فلوید               | بریتانیا          | ۱۹۶۰–۲۰۱۰     | راک                              | ۷۵                      |
| ۹    | التون جان                | بریتانیا          | ۱۹۶۰–۲۰۱۰     | راک                              | ۷۳٫۵                    |
| ۱۰   | باربارا استرایسند        | آمریکا            | ۱۹۶۰–۲۰۱۰     | پاپ                              | ۷۲٫۵                    |
| ۱۱   | ای‌سی دی‌سی                | بریتانیا استرالیا | ۱۹۷۰–۲۰۱۰     | هارد راک                         | ۷۲                      |
| ۱۲   | جرج استریت               | آمریکا            | ۱۹۸۰–۲۰۱۰     | کانتری                           | ۶۹                      |
| ۱۳   | اروسمیث                  | آمریکا            | ۱۹۷۰–۲۰۱۰     | هارد راک هوی متال                | ۶۶٫۵                    |
| ۱۳   | رولینگ استونز            | بریتانیا          | ۱۹۶۰–۲۰۱۰     | راک                              | ۶۶٫۵                    |
| ۱۵   | بروس اسپرینگستین         | آمریکا            | ۱۹۷۰–۲۰۱۰     | راک فولک                         | ۶۴٫۵                    |
| ۱۵   | مدونا                    | آمریکا            | ۱۹۸۰–۲۰۱۰     | پاپ دنس                          | ۶۴٫۵                    |
| ۱۷   | ماریا کری                | آمریکا            | ۱۹۸۰–۲۰۱۰     | آر اند بی پاپ هیپ هاپ            | ۶۳٫۵                    |
| ۱۸   | متالیکا                  | آمریکا            | ۱۹۸۰–۲۰۱۰     | متال هوی متال                    | ۶۲                      |
| ۱۹   | ویتنی هیوستون            | آمریکا            | ۱۹۸۰–۲۰۱۰     | آر اند بی پاپ                    | ۵۷                      |
| ۲۰   | ون هیلن                  | آمریکا            | ۱۹۷۰–۲۰۱۰     | هارد راک                         | ۵۶٫۵                    |
| ۲۱   | یوتو                     | ایرلند            | ۱۹۷۰–۲۰۱۰     | راک                              | ۵۱٫۵                    |
| ۲۲   | کنی راجرز                | آمریکا            | ۱۹۵۰–۲۰۰۰     | پاپ راک کانتری                   | ۵۱                      |
| ۲۳   | سلین دیون                | کانادا            | ۱۹۸۰–۲۰۱۰     | پاپ                              | ۵۰                      |
| ۲۴   | فلیتوود مک               | بریتانیا آمریکا   | ۱۹۶۰–۲۰۱۰     | راک                              | ۴۹٫۵                    |
| ۲۵   | نیل دایمند               | آمریکا            | ۱۹۶۰–۲۰۱۰     | پاپ                              | ۴۸٫۵                    |
| ۲۶   | شنایا تواین              | کانادا            | ۱۹۹۰–۲۰۱۰     | پاپ کانتری                       | ۴۸                      |
| ۲۶   | کنی جی                   | آمریکا            | ۱۹۸۰–۲۰۱۰     | جاز                              | ۴۸                      |
| ۲۸   | جرنی                     | آمریکا            | ۱۹۷۰–۲۰۱۰     | پاپ راک                          | ۴۷                      |
| ۲۹   | آلاباما                  | آمریکا            | ۱۹۷۰–۲۰۱۰     | کانتری راک                       | ۴۶                      |
| ۳۰   | گانز ان رزز              | آمریکا            | ۱۹۸۰–۲۰۱۰     | هارد راک هوی متال                | ۴۴٫۵                    |
| ۳۱   | سانتانا                  | مکزیک آمریکا      | ۱۹۶۰–۲۰۱۰     | لاتین راک                        | ۴۳٫۵                    |
| ۳۱   | باب سیگر                 | آمریکا            | ۱۹۶۰–۲۰۱۰     | راک                              | ۴۳٫۵                    |
| ۳۱   | الن جکسون                | آمریکا            | ۱۹۸۰–۲۰۱۰     | کانتری                           | ۴۳٫۵                    |
| ۳۴   | اریک کلپتون              | آمریکا            | ۱۹۶۰–۲۰۱۰     | بلوز بلوز راک راک                | ۴۲٫۵                    |
| ۳۵   | لد زپلین                 | بریتانیا          | ۸۰-۱۹۹۰       | هارد راک متال راک                | ۴۱٫۵                    |
| ۳۶   | ریبا مک‌اینتایر           | آمریکا            | ۱۹۷۰–۲۰۱۰     | کانتری                           | ۴۱                      |
| ۳۷   | پرینس                    | آمریکا            | ۱۹۷۰–۲۰۱۰     | آر اند بی راک فانک               | ۳۹٫۵                    |
| ۳۸   | شیکاگو                   | آمریکا            | ۱۹۶۰–۲۰۱۰     | راک                              | ۳۸٫۵                    |
| ۳۸   | سایمون و گارفانکل        | آمریکا            | ۱۹۶۰–۷۰       | فولک راک                         | ۳۸٫۵                    |
| ۴۰   | راد استوارت              | بریتانیا          | ۱۹۶۰–۲۰۱۰     | راک                              | ۳۸                      |
| ۴۱   | فارنر                    | آمریکا بریتانیا   | ۱۹۷۰–۲۰۱۰     | راک                              | ۳۷٫۵                    |
| ۴۱   | تیم مک‌گرا                | آمریکا            | ۱۹۹۰–۲۰۱۰     | کانتری                           | ۳۷٫۵                    |
| ۴۱   | امینم                    | آمریکا            | ۱۹۹۰–۲۰۱۰     | هیپ هاپ                          | ۳۷٫۵                    |
| ۴۴   | باب دیلن                 | آمریکا            | ۱۹۶۰–۲۰۱۰     | فولک راک                         | ۳۷                      |
| ۴۴   | بک‌استریت بویز            | آمریکا            | ۱۹۹۰–۲۰۱۰     | پاپ دنس                          | ۳۷                      |
| ۴۶   | دف لپارد                 | بریتانیا          | ۱۹۷۰–۲۰۱۰     | هارد راک هوی متال                | ۳۵                      |
| ۴۶   | ویلی نلسون               | آمریکا            | ۱۹۵۰–۲۰۱۰     | کانتری                           | ۳۵                      |
| ۴۸   | کوئین                    | بریتانیا          | ۱۹۷۰–۲۰۰۰     | راک هارد راک                     | ۳۴٫۵                    |
| ۴۸   | بون جووی                 | آمریکا            | ۱۹۸۰–۲۰۱۰     | هارد راک متال                    | ۳۴٫۵                    |
| ۵۰   | بریتنی اسپیرز            | آمریکا            | ۱۹۹۰–۲۰۱۰     | پاپ دنس                          | ۳۴                      |
| ۵۱   | فیل کالینز               | بریتانیا          | ۱۹۷۰–۲۰۱۰     | راک آر اند بی                    | ۳۳٫۵                    |
| ۵۱   | آر. کلی                  | آمریکا            | ۱۹۹۰–۲۰۱۰     | آر اند بی سول                    | ۳۳٫۵                    |
| ۵۱   | گروه دیو متیوز           | آمریکا            | ۱۹۹۰–۲۰۱۰     | راک                              | ۳۳٫۵                    |
| ۵۴   | جیمز تیلر                | آمریکا            | ۱۹۶۰–۲۰۱۰     | فولک پاپ                         | ۳۳                      |
| ۵۴   | جان دنور                 | آمریکا            | ۱۹۶۰–۹۰       | پاپ کانتری                       | ۳۳                      |
| ۵۴   | دورز                     | آمریکا            | ۱۹۶۰–۷۰       | راک                              | ۳۳                      |
| ۵۷   | پرل جم                   | آمریکا            | ۱۹۹۰–۲۰۱۰     | راک                              | ۳۱٫۵                    |
| ۵۸   | بوستون                   | آمریکا            | ۱۹۷۰–۲۰۱۰     | راک هارد راک                     | ۳۱                      |
| ۵۹   | دیکسی چیکس               | آمریکا            | ۱۹۸۰–۲۰۰۰     | کانتری کانتری پاپ                | ۳۰٫۵                    |
| ۶۰   | لیندا رانستد             | آمریکا            | ۱۹۶۰–۲۰۰۰     | راک فولک کانتری                  | ۳۰                      |
| ۶۰   | تام پتی                  | آمریکا            | ۱۹۷۰–۲۰۱۰     | راک                              | ۲۹                      |
| ۶۲   | تام پتی اند د هارت‌بریکرز | آمریکا            | ۱۹۷۰–۲۰۱۰     | راک                              | ۲۹٫۵                    |
| ۶۳   | جی-زی                    | آمریکا            | ۱۹۹۰–۲۰۱۰     | هیپ هاپ                          | ۲۹                      |
| ۶۴   | آزی آزبورن               | بریتانیا          | ۱۹۶۰–۲۰۱۰     | هوی متال هارد راک                | ۲۸٫۷۵                   |
| ۶۵   | منهیام استیمرولر         | آمریکا            | ۱۹۷۰–۲۰۱۰     | کریسمس موج جدید                  | ۲۸٫۵                    |
| ۶۶   | انسینک                   | آمریکا            | ۱۹۹۰–۲۰۰۰     | پاپ                              | ۲۸                      |
| ۶۶   | مایکل بولتون             | آمریکا            | ۱۹۸۰–۲۰۱۰     | پاپ                              | ۲۸                      |
| ۶۶   | لنرد اسکینرد             | آمریکا            | ۱۹۶۰–۲۰۰۰     | Southern راک                     | ۲۸                      |
| ۶۹   | جان ملنکمپ               | آمریکا            | ۱۹۷۰–۲۰۱۰     | راک                              | ۲۷٫۵                    |
| ۶۹   | بروکس اند دان            | آمریکا            | ۱۹۹۰–۲۰۰۰     | کانتری                           | ۲۷٫۵                    |
| ۶۹   | بری مانیلو               | آمریکا            | ۱۹۷۰–۲۰۱۰     | پاپ                              | ۲۷٫۵                    |
| ۷۲   | بویز تو من               | آمریکا            | ۱۹۹۰–۲۰۰۰     | آر اند بی                        | ۲۷                      |
| ۷۲   | فرانک سیناترا            | آمریکا            | ۱۹۳۰–۹۰       | پاپ                              | ۲۷                      |
| ۷۲   | بی جیز                   | بریتانیا          | ۱۹۶۰–۲۰۰۰     | دیسکو                            | ۲۷                      |
| ۷۵   | انیا                     | ایرلند            | ۱۹۸۰–۲۰۰۰     | نیو ایج                          | ۲۶٫۵                    |
| ۷۶   | جنت جکسون                | آمریکا            | ۱۹۸۰–۲۰۱۰     | آر اند بی پاپ                    | ۲۶                      |
| ۷۶   | کریدنس کلیرواتر ریوایول  | آمریکا            | ۱۹۶۰–۷۰       | راک                              | ۲۶                      |
| ۷۸   | فیث هیل                  | آمریکا            | ۱۹۹۰–۲۰۱۰     | کانتری                           | ۲۵٫۵                    |
| ۷۸   | کنی چزنی                 | آمریکا            | ۱۹۹۰–۲۰۱۰     | کانتری                           | ۲۵٫۵                    |
| ۸۰   | راش                      | کانادا            | ۱۹۷۰–۲۰۱۰     | راک                              | ۲۵                      |
| ۸۰   | نیروانا                  | آمریکا            | ۱۹۸۰–۹۰       | راک                              | ۲۵                      |
| ۸۰   | زی‌زی تاپ                 | آمریکا            | ۱۹۷۰–۲۰۱۰     | راک بلوز راک هارد راک            | ۲۵                      |
| ۸۰   | لوتر وندراس              | آمریکا            | ۱۹۶۰–۲۰۰۰     | آر اند بی                        | ۲۵                      |
| ۸۰   | کرید                     | آمریکا            | ۱۹۹۰–۲۰۰۰     | هارد راک                         | ۲۵                      |
| ۸۰   | توبی کیث                 | آمریکا            | ۱۹۹۰–۲۰۱۰     | کانتری                           | ۲۵                      |
| ۸۶   | کارپنترز                 | آمریکا            | ۱۹۶۰–۸۰       | پاپ                              | ۲۴٫۵                    |
| ۸۶   | استیو میلر بند           | آمریکا            | ۱۹۶۰–۲۰۱۰     | راک                              | ۲۴٫۵                    |
| ۸۸   | وینس گیل                 | آمریکا            | ۱۹۷۰–۲۰۱۰     | کانتری                           | ۲۴                      |
| ۸۸   | گرین دی                  | آمریکا            | ۱۹۸۰–۲۰۱۰     | راک پاپ                          | ۲۴                      |
| ۸۸   | ماتلی کرو                | آمریکا            | ۱۹۸۰–۲۰۱۰     | هوی متال                         | ۲۴                      |
| ۹۱   | ارت، ویند اند فایر       | آمریکا            | ۱۹۷۰–۲۰۱۰     | فانک آر اند بی دیسکو             | ۲۳٫۵                    |
| ۹۱   | کارز                     | آمریکا            | ۱۹۷۰–۲۰۱۰     | راک                              | ۲۳٫۵                    |
| ۹۱   | کید راک                  | آمریکا            | ۱۹۹۰–۲۰۱۰     | راک هیپ هاپ کانتری               | ۲۳٫۵                    |
| ۹۱   | شاده                     | بریتانیا          | ۱۹۸۰–۲۰۱۰     | آر اند بی پاپ                    | ۲۳٫۵                    |
| ۹۱   | جیمی هندریکس             | آمریکا            | ۱۹۶۰–۷۰       | راک                              | ۲۳٫۵                    |
| ۹۱   | تیلور سوئیفت             | آمریکا            | ۲۰۰۰–۲۰۱۰     | پاپ کانتری                       | ۲۳٫۵                    |
| ۹۷   | جیمی بافت                | آمریکا            | ۱۹۶۰–۲۰۱۰     | راک پاپ کانتری                   | ۲۳                      |
| ۹۷   | لایونل ریچی              | آمریکا            | ۱۹۶۰–۲۰۱۰     | سول آر اند بی پاپ                | ۲۳                      |
| ۹۷   | رد هات چیلی پپرز         | آمریکا            | ۱۹۸۰–۲۰۱۰     | راک                              | ۲۳                      |
| ۹۷   | بیستی بویز               | آمریکا            | ۱۹۸۰–۲۰۱۰     | هیپ هاپ                          | ۲۳                      |